# Cyclodictyon iporangeanum
Cyclodictyon iporangeanum är en bladmossart som beskrevs av Brotherus 1907. Cyclodictyon iporangeanum ingår i släktet Cyclodictyon och familjen Hookeriaceae. Inga underarter finns listade i Catalogue of Life.